# Android Go
Android Go, officiellement Android Go Edition, est une version allégée de la distribution Android conçue pour les smartphones bas de gamme et ultra-économiques, initialement disponible pour Android Oreo.

## Caractéristiques
Android Go est destiné aux smartphones avec 2 Go de RAM ou moins. Ce mode comprend des optimisations de plate-forme conçues pour réduire l'utilisation des données mobiles (notamment l'activation du mode Économiseur de données par défaut) et une suite spéciale de services Google Mobile conçus pour être moins gourmands en ressources et en bande passante. Les services Google Play ont également été modulés pour réduire son empreinte mémoire. Le Google Play Store mettra en évidence les applications plus légères adaptées à ces appareils.
L'interface du système d'exploitation diffère de celle d'Android principal, le panneau des réglages rapides donnant une plus grande importance aux informations concernant la batterie, la limite de données mobiles et le stockage disponible. Le menu des applications récentes utilisant une mise en page modifiée et étant limité à quatre applications (afin de réduire la consommation de RAM) et une interface de programmation d'application (API) pour permettre aux opérateurs de téléphonie mobile de mettre en œuvre le suivi des données et les recharges dans le menu des paramètres Android.
Google Play Services a également été modularisé pour réduire son empreinte mémoire.
La plupart des appareils exécutant Android Go utilisent l'interface graphique Android "standard" de Google, mais plusieurs fabricants utilisent encore une interface graphique personnalisée.

## Versions
Android Go a été mis à la disposition des OEM, à partir d'Android 8.1.
| Nom de code                                                                                | Numéro de version | Date de réalisation | Réf.  |
| ------------------------------------------------------------------------------------------ | ----------------- | ------------------- | ----- |
| Oreo (Go édition)                                                                          | 8.1               | 5 décembre 2017     | [ 5 ] |
| Pie (Go édition)                                                                           | 9                 | 15 août 2018        | [ 6 ] |
| 10 (Go édition)                                                                            | 10                | 25 septembre 2019   | [ 7 ] |
| 11 (Go édition)                                                                            | 11                | 10 septembre 2020   | [ 8 ] |
| 12 (Go édition)                                                                            | 12                | 20 décembre 2021    | [ 9 ] |
| Légende :Ancienne versionAncienne version, toujours prise en chargeDernière version stable |                   |                     |       |

La version 13 est annoncée le 20 octobre 2022.